# Laugna (Fluss)
Die Laugna ist ein etwa 22 km langer, rechter und südlicher Zufluss der Zusam im bayerischen Schwaben in den Landkreisen Augsburg und Dillingen an der Donau.

## Geographie

### Verlauf
Die Laugna entspringt im Adelsrieder Becken südlich der Bundesautobahn 8 und fließt in überwiegend nördlicher Richtung durch den Naturpark Augsburg Westliche Wälder. Nach ihrem Lauf von Adelsried durch die Gebiete der Gemeinden  Bonstetten, Welden, Emersacker und Laugna oder an deren Rändern mündet die Laugna bei Wertingen in die Zusam, die 19 km weiter flussabwärts in Donauwörth in die Donau fließt.

### Zuflüsse
Hierarchische Liste der Zuflüsse, jeweils von der Quelle zur Mündung. Auswahl.
- Löwenhaldegraben, von links vor Welden-Ehgatten
- Fischbach, von links nach Welden, 1,5 km und 7,7 km²[2]
  - Bärengraben, von rechts; ist der längere und einzugsgebietsreichere Oberlauf
- Hüttengraben, von rechts vor Welden; unbeständig
- Hutgraben, von rechts in Welden
- Klosterbach, von links in Welden
- Weiherbach, von rechts in Emersacker, 4,1 km und 8,1 km²[2]
- Johannisbächlein, von rechts nach Emersacker
- → (Abgang des Laugnakanals), nach links vor Laugna-Modelshausen
- Dreiweihergraben, von rechts in die Laugna selbst
- Prielgraben, von links in die Laugna selbst vor Laugna-Kaag
- Heichinger Graben, von links in den Laugnakanal nach Modelshausen
- Trautenhofer Graben, von links in den Laugnakanal gegenüber Laugna-Bocksberg
- ← (Rücklauf des Laugnakanals), von links gegenüber Bocksberg
- Viehweidgraben, von links gegenüber Bocksberg
- Amtsgraben, von links nach Bocksberg
- Ulrichsgraben, von rechts
- Asbacher Bach, von rechts in Laugna, 3,5 km und 8,6 km²[2]
  - Weihergraben, von rechts vor Laugna-Asbach
  - Asbacher Mähdergraben, von rechts nach Asbach
- Ochsenbach, von rechts nach Laugna

## Geschichte
Der ursprüngliche keltische Name „Longna“ wurde von den römischen Besatzern (15 v. Chr.) übernommen.  Um 890 wird der Fluss als Logena erstmals urkundlich erwähnt. Aus ihm entstand im Lauf der Zeit der heutige Name. Der Name könnte auf dem indogermanischen Wortstamm lougo- mit der Bedeutung 'Pfütze, Sumpf' beruhen.

## Interessantes
Der deutsche Heimatschriftsteller Ludwig Ganghofer verbrachte einen Teil seiner Kindheit in Welden und erwähnt mehrfach in seinen Werken die Laugna, z. B. in „Lebenslauf eines Optimisten“.